# Isophya dobrogensis
Isophya dobrogensis är en insektsart som beskrevs av Kis 1994. Isophya dobrogensis ingår i släktet Isophya och familjen vårtbitare. Inga underarter finns listade i Catalogue of Life.